# Abzac (Charente)
Abzac é uma comuna francesa na região administrativa da Nova Aquitânia, no departamento de Charente. Estende-se por uma área de 33,35 km². Em 2010 a comuna tinha 494 habitantes (densidade: 14,8 hab./km²).